# خوزه ازوتا، گوئررو
خوزه ازوتا (به اسپانیایی: José Azueta) از شهرهای کشور مکزیک است که در ایالت گوئررو قرار دارد و جمعیت آن طبق سرشماری سال ۲۰۱۰ میلادی ۱۰۶٬۵۴۰ نفر بوده است.